# Andrea Černá
Andrea Černá (* 13. ledna 1977, Karlovy Vary) je česká herečka, členka souboru Divadla na Vinohradech.

## Biografie
Vystudovala herectví na Pražské konzervatoři (1996). Po ukončení školy byla v angažmá v plzeňském Divadle J. K. Tyla, spolupracuje s filmem, televizí a rozhlasem. Od roku 2015 je v angažmá v Divadle na Vinohradech. 

## Divadelní role (výběr)

### Agentura Orfeus Praha
- 1995 A. Dvořák, J. Kvapil: Rusalka, titulní role (alternace Dana Morávková), Křižíkova fontána Praha, režie Zdeněk Troška

### Divadlo Josefa Kajetána Tyla Plzeň
- 1996 A. Procházka: Vraždy a něžnosti, Eva (alternace Kateřina Hrachovcová), režie Antonín Procházka
- 1997 Neil Simon: Drobečky z perníku, Polly Mearová, režie František Laurin
- 1997 O. Wilde: Ideální manžel, Mabel Chilternová (alternace Barbora Munzarová), režie František Laurin
- 1998 A. P. Čechov: Višňový sad, Aňa, režie Ladislav Smoček
- 1998 A. Procházka: Věrní abonenti, Petra, režie Antonín Procházka
- 1999 V. Vančura, E. Sokolovský (dramatizace): Rozmarné léto, Anna, režie Roman Meluzín
- 2000 P. Kohout: Nuly, Elvíra, režie Jan Burian
- 2000 J. Vostrý: Tři v tom, Ardelie, režie Martin Glaser
- 2001 A. Procházka: Ještě jednou, profesore, Nataša, režie Antonín Procházka
- 2001 W. Shakespeare: Hamlet, Ofélie (alternace Klára Kovaříková), režie Jan Burian
- 2002 T. Williams: Sladké ptáče mládí, Heavenly Finleyová, režie Roman Meluzín
- 2002 V. Štech: David a Goliáš, Růžena Wolfová, režie Ladislav Smoček
- 2003 A. Procházka: Přes přísný zákaz dotýká se sněhu, Ester, režie Antonín Procházka
- 2003 C. Goldoni: Lhář, Rosaura, režie Ladislav Smoček
- 2004 G. Preissová: Gazdina roba, Zuzka, režie Zdeněk Kaloč
- 2004 P. Kohout: Arthurovo bolero, Anna, režie Jan Burian
- 2005 Luigi Chiarelli: Maska a tvář, Savina Graziová, režie Ladislav Smoček
- 2005 O. Wilde: Jak je důležité míti Filipa, Cecilie Cardewová, režie Jiří Záviš
- 2006 E. Rostand: Cyrano z Bergeracu, Roxana, režie Jan Burian
- 2006 Ken Ludwig: Měsíc nad Buffalem, Rosalind, režie Jan Burian
- 2006 Klára Špičková, Jan Mikulášek: Královna Margot, titulní role, režie Juraj Deák
- 2006 Neil LaBute: Návraty hříšníka, Tyler, režie Lída Engelová
- 2007 A. Procházka: Celebrity s. r. o., Adéla, režie Antonín Procházka
- 2007 A. P. Čechov: Strýček Váňa, Jelena, režie Jan Burian
- 2008 W. Shakespeare: Zkrocení zlé ženy, Kateřina, režie Juraj Deák
- 2008 William Mastrosimone: Jako naprostý šílenci, Jennifer Bartonová, režie Martin Vokoun
- 2009 A. Jirásek: Lucerna, Mladá kněžna, režie Jan Burian
- 2010 C. Goldoni: Impresario ze Smyrny, Lucrezie, režie Ladislav Smoček
- 2010 Louis Nowra: Noc bláznů. Cherry, režie Martin Vokoun
- 2011 Norman Robbins: Hrobka s vyhlídkou, Monika Tombová, režie Martin Vokoun
- 2011 F. Dürrenmatt: Fyzikové, Monika Strettlerová, režie Ladislav Smoček
- 2011 Marina Carr: Porcie Coughlanová, titulní role, režie Martin Vokoun
- 2011 Pedro Calderón de la Barca: Život je sen, Rosaura, režie Juraj Deák
- 2011 W. Shakespeare: Macbeth, Lady Macduffová, režie Jan Burian
- 2012 G. Feydeau: Taková ženská na krku, Lucette, režie Pavel Šimák
- 2012 T. Williams: Sestup Orfeův, Lady Torrancová, režie Jan Burian
- 2013 W. Shakespeare: Jak se vám líbí, Audrey, režie Juraj Deák
- 2014 F. M. Dostojevskij: Hráč, Polina, režie David Šiktanc
- 2014 J. K. Tyl: Flamendr, Kajetána Zelnická, režie Natália Deáková
- 2014 Felicia Zeller: Přátelé generace X, Anna Holzová, režie Natália Deáková
- 2015 Nikolaj Penev, Dimitar Sabov: Sboristé, Řezačková, režie Nikolaj Penev

### Divadlo U hasičů Praha
- 2000 A. Procházka: Věrní abonenti, Petra (alternace Kateřina Hrachovcová), režie Antonín Procházka

### Divadlo pod Palmovkou Praha
- 2005 Jean-Paul Sartre: Kean, Anna Dambyová (alternace Klára Issová), režie Petr Hruška

### Divadlo Na Fidlovačce Praha
- 2009 Ingrid Lausund: Benefice, aneb Zachraňte svého Afričana, Andrea (alternace Eliška Nezvalová), režie Štěpán Pácl
- 2009 A. P. Čechov: Tři sestry, Máša (alternace Michaela Badinková), režie Juraj Deák
- 2010 A. Miller: Stvoření světa a jiné, Eva, režie Juraj Deák
- 2010 Robert Thomas: Dvojí hra, Francoise, režie Ondřej Brousek

### Činoherní klub Praha
- 2013 G. Hauptmann: Před západem slunce, Ingrid Clausenová, režie Ladislav Smoček

### Divadlo na Vinohradech Praha

#### Velká scéna

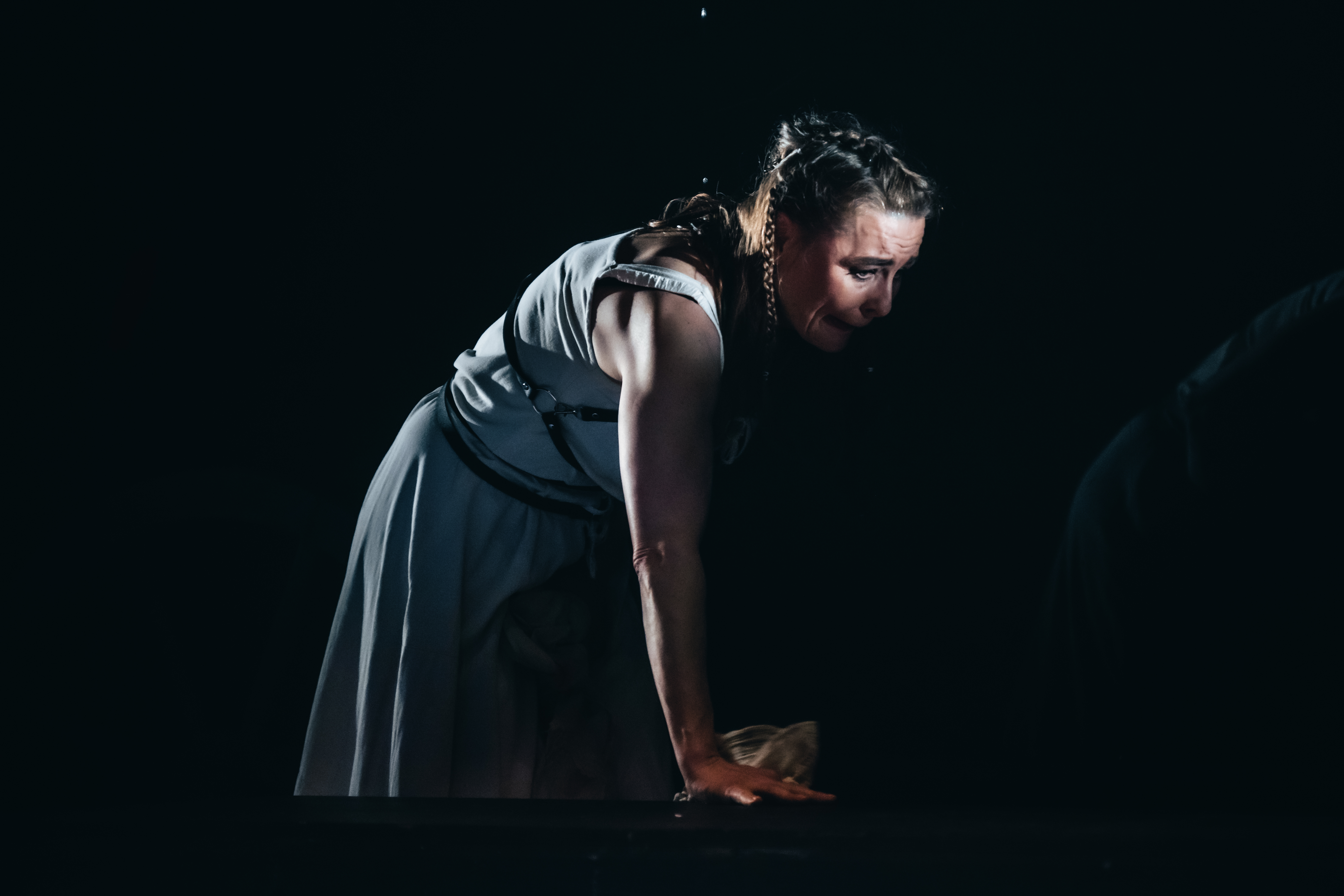
Andrea Černá v roli Jacinty v inscenaci Vzpoura lásky (Fuente Ovejuna), Divadlo na Vinohradech, foto Petr Chodura (2023)

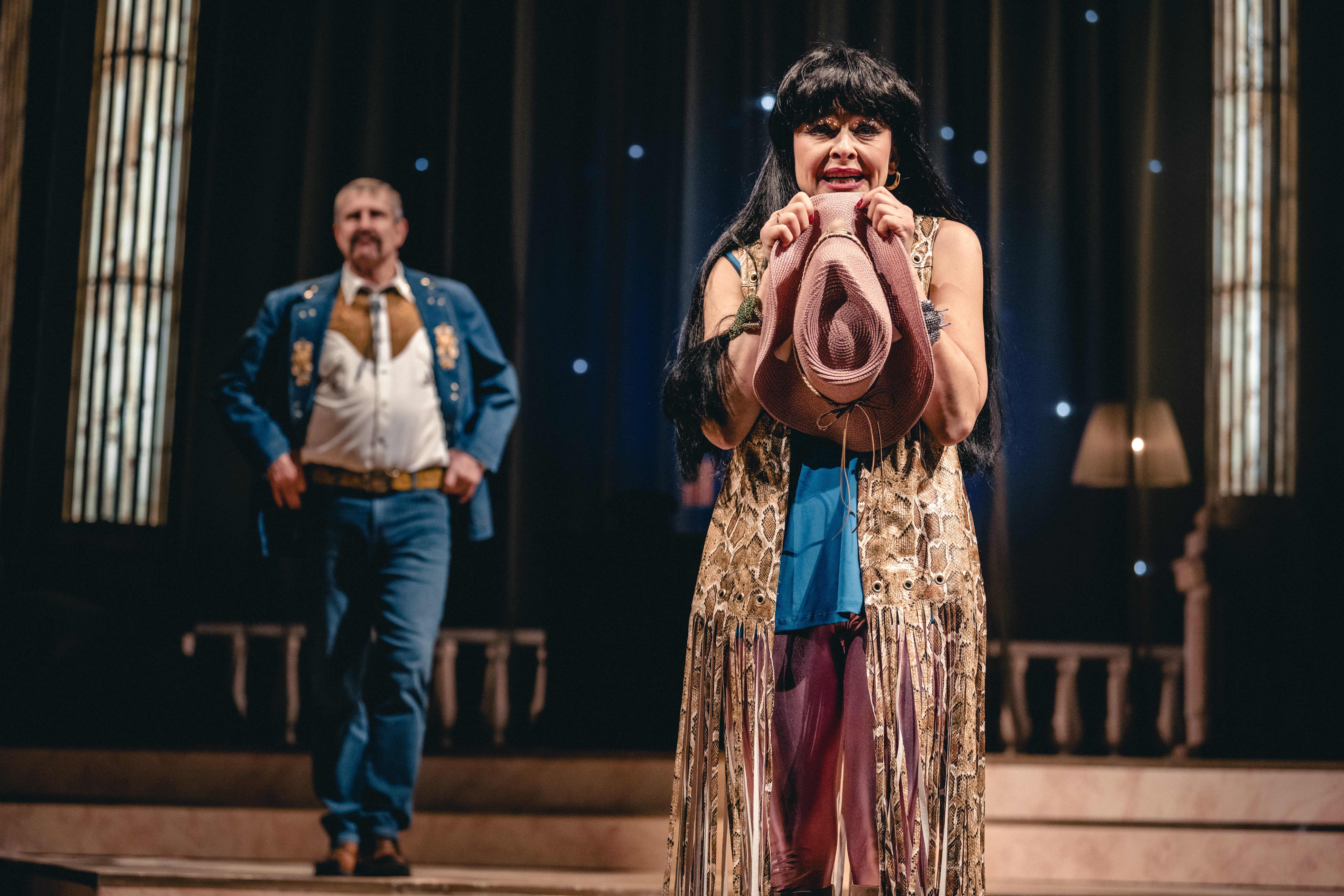
Andrea Černá v roli Marion Hollanderové v inscenaci Nepijte tu vodu, Divadlo na Vinohradech, foto Petr Chodura (2023)

- 2014 Sławomir Mrożek: Láska na Krymu, režie: Juraj Deák, premiéra: 19. prosince 2014, role: Lili Karlovna Světlovová
- 2015 Jan Vedral: Kašpar H. (Dítě Evropy), režie: Natália Deáková, premiéra: 11. září 2015, role: Kupcová Biberbachová
- 2015 Georges Feydeau: Brouk v hlavě, režie: Jiří Menzel, premiéra: 15. listopadu 1996, role: Olympie Ferraillonová
- 2015 Arthur Wing Pinero: Soudce v nesnázích, režie: Tomáš Töpfer, premiéra: 21. března 2014, role: Beatie Tomlisonová
- 2015 William Shakespeare: Zkrocení zlé ženy, režie: Juraj Deák, premiéra: 14. prosince 2012, role: Vdovička
- 2015 Albert Camus: Caligula, režie: Martin Čičvák, premiéra: 4. listopadu 2015, role: Caesonie
- 2016 Georges Feydeau: Když ptáčka lapají…, režie: Tomáš Töpfer, poprvé: 14. listopadu 2016, premiéra: 6. ledna 2017, role: Lucetta Gautierová
- 2017 Henrik Ibsen: Peer Gynt, režie: Martin Čičvák, premiéra: 17. března 2017, role: Matka Åse
- 2017 František Langer: Periferie, režie: Martin Huba, premiéra: 26. května 2017, role: Členka Chóru
- 2017 Arthur Miller: Čarodějky ze Salemu, režie: Juraj Deák, premiéra: 20. prosince 2017, role: Tituba
- 2018 Eurípidés: Ifigenie v Aulidě, režie: Martin Čičvák, premiéra: 16. února 2018, role: Chalkidská žena
- 2018 Nikolaj Vasiljevič Gogol: Revizor, režie: Juraj Deák, premiéra: 19. prosince 2018, role: Anna Andrejevna, hejtmanova žena
- 2020 Viktor Dyk: Zmoudření Dona Quijota, režie: Martin Čičvák, premiéra: 7. února 2020, role: Dolores
- 2020 Milan Uhde – Miloš Štědroň: Balada pro banditu, režie: Juraj Deák, premiéra: 2. října 2020, role: Žena
- 2021 Eugène Labiche: Slaměný klobouk, režie: Tomáš Töpfer, premiéra: 8. září 2021, role: Klára
- 2021 Guy de Maupassant – Vladimír Čepek: Miláček, režie: Šimon Dominik, premiéra: 3. prosince 2021, role: Rachel
- 2022 Federico García Lorca: Dům Bernardy Alby, režie: Juraj Deák, premiéra: 20. května 2022, role: Služka
- 2023 Lope de Vega: Vzpoura lásky (Fuente Ovejuna), režie: Pavel Khek, premiéra: 31. března 2023, role: Jacinta
- 2023 Woody Allen: Nepijte tu vodu, režie: Juraj Deák, premiéra: 15. prosince 2023, role: Marion Hollanderová
- 2024 Carlo Goldoni: Poprask na laguně, režie: Juraj Deák, premiéra: 20. prosince 2024, role: Paní Pasqua
- 2025 Alena Mornštajnová – Jiří Janků: Hana, režie: Petr Svojtka, premiéra: 4. dubna 2025, role: Elsa Helerová

#### Studiová scéna
- 2016 Milan Uhde: Zvěstování aneb Bedřichu, jsi anděl, režie: Jan Burian, premiéra: 8. září 2016, role: Beny

## Filmografie (výběr)
- Případy 1. oddělení II. - Děti na odpis (2016)
- Ordinace v růžové zahradě 2 (2013)
- Cizí příběh (2010)
- Pátá žena (2008)
- Comeback (2008)... lektorka břišních tanců (epizoda Sbohem, Káhiro!)
- 10 způsobů lásky  (2008)
- Velmi křehké vztahy (2007)
- Slečna Guru (2006)
- Kameňák 2 (2003) ... notářka Plojharová
- Strážce duší (2005)
- Věrní abonenti (2001) ... Petra
- Princezna ze mlejna 2 (2000) ... Eliška
- Čerte, tady straší (1998)
- O modrém ptáčku (1998)
- Manželská tonutí (1996)
- Pohádka z větrného mlýna (1996)
- Princezna ze mlejna (1994) ... Eliška
- Prima sezóna (1994) ... Kristýna
- Řád (1994)